# Vilhjálmur Alvar Þórarinsson
Vilhjálmur Alvar Þórarinsson (Reykjavik, 13 maart 1985) is een IJslands voetbalscheidsrechter. Hij is in dienst van FIFA en UEFA sinds 2015. Ook leidt hij sinds 2010 wedstrijden in de Úrvalsdeild.
Op 27 juni 2010 leidde Þórarinsson zijn eerste wedstrijd in de IJslandse nationale competitie. Tijdens het duel tussen UMF Grindavík en Fylkir Reykjavík (1–2) trok de leidsman zesmaal de gele kaart. In Europees verband debuteerde hij tijdens een wedstrijd tussen Atlantas Klaipėda en Beroje Stara Zagora in de eerste voorronde van de Europa League; het eindigde in 0–2 voor de bezoekers en Þórarinsson gaf drie gele kaarten. Zijn eerste interland floot hij op 7 juni 2016, toen Spanje met 0–1 verloor van Georgië door een doelpunt van Tornike Okriasjvili. Tijdens dit duel gaf Þórarinsson gele kaarten aan Mikel San José en Solomon Kvirkvelia.

## Interlands
| Datum             | Plaats                    | Wedstrijd            | Uitslag | Competitie             | Kreeg geel | Kreeg voor de tweede keer geel en dus rood | Weggestuurd |
| ----------------- | ------------------------- | -------------------- | ------- | ---------------------- | ---------- | ------------------------------------------ | ----------- |
| 7 juni 2016       | Getafe, Spanje            | Spanje – Georgië     | 0 – 1   | Vriendschappelijk      | 2          | 0                                          | 0           |
| 10 september 2018 | Andorra la Vella, Andorra | Andorra – Kazachstan | 1 – 1   | Nations League 2018/19 | 5          | 1                                          | 0           |
| 23 maart 2019     | Ta' Qali, Malta           | Malta – Faeröer      | 2 – 1   | EK 2020 kwalificatie   | 7          | 0                                          | 1           |
| 31 maart 2021     | Andorra la Vella, Andorra | Andorra – Hongarije  | 1 – 4   | WK 2022 kwalificatie   | 6          | 0                                          | 0           |
| 22 september 2022 | Vilnius, Litouwen         | Litouwen – Faeröer   | 1 – 1   | Nations League 2022/23 | 4          | 0                                          | 0           |
| 16 november 2023  | Oslo, Noorwegen           | Noorwegen – Faeröer  | 2 – 0   | Vriendschappelijk      | 3          | 0                                          | 0           |

Laatst bijgewerkt op 22 november 2022.